# Delaware Blue Bombers
I Delaware Blue Bombers sono stati una franchigia di pallacanestro della EPBL e della EBA, con sede a Wilmington, nel Delaware, attivi tra il 1963 e il 1971.
Nacquero nel 1963 come Wilmington Blue Bombers. Disputarono sette campionati nella EPBL/EBA, vincendo il titolo nel 1966 e nel 1967. Scomparvero dopo la stagione 1970-71.

## Stagioni
| Stagione | Lega | Denominazione           | V  | P  | %    | Piazzamento | Play-off    |
| -------- | ---- | ----------------------- | -- | -- | ---- | ----------- | ----------- |
| 1963-64  | EPBL | Wilmington Blue Bombers | 7  | 21 | 25,0 | 8º          | -           |
| 1964-65  | EPBL | Wilmington Blue Bombers | 12 | 16 | 42,9 | 5º          | -           |
| 1965-66  | EPBL | Wilmington Blue Bombers | 20 | 8  | 71,4 | 1º          | Campioni    |
| 1966-67  | EPBL | Wilmington Blue Bombers | 21 | 7  | 75,0 | 1º          | Campioni    |
| 1967-68  | EPBL | Wilmington Blue Bombers | 21 | 12 | 62,5 | 4º          | Semifinale  |
| 1968-69  | EPBL | Wilmington Blue Bombers | 20 | 7  | 74,1 | 1º          | Finale EPBL |
| 1969-70  | EPBL | Wilmington Blue Bombers | 19 | 9  | 67,9 | 2º          | Finale EPBL |
| 1970-71  | EBA  | Delaware Blue Bombers   | 11 | 17 | 39,3 | 4º          | -           |